# FA Charity Shield 1922
Lo FA Charity Shield 1922, noto in italiano anche come Supercoppa d'Inghilterra 1922, è stata la 9ª edizione della Supercoppa d'Inghilterra, l'ultima ad essere disputata al termine della stagione.
Si è svolto il 10 maggio 1922 all'Old Trafford di Manchester tra il Liverpool, vincitore della First Division 1921-1922, e lo Huddersfield Town, vincitore della FA Cup 1921-1922.
A conquistare il titolo è stato lo Huddersfield Town che ha vinto per 1-0 con rete di Tom Wilson nel corso del secondo tempo.

## Partecipanti
| Squadre           | Qualificazione                           | Partecipazioni precedenti (il grassetto indica la vittoria) |
| ----------------- | ---------------------------------------- | ----------------------------------------------------------- |
| Liverpool         | Vincitore della First Division 1921-1922 | Nessuna                                                     |
| Huddersfield Town | Vincitore della FA Cup 1921-1922         | Nessuna                                                     |

## Tabellino
| Manchester 10 maggio 1922                | Huddersfield Town | 1 – 0 referto | Liverpool | Old Trafford (20.000 spett.) |
| \| \| \| \| \| Wilson \| Marcatori \| \| |                   |               |           |                              |
|                                          |                   |               |           |                              |
| Wilson                                   | Marcatori         |               |           |                              |

### Formazioni
| Huddersfield Town: |    |                   |
|                    |    |                   |
| P                  | 1  | Sandy Mutch       |
| D                  | 2  | James Wood        |
| D                  | 3  | Sam Wadsworth     |
| C                  | 4  | Charlie Slade     |
| C                  | 5  | Tom Wilson        |
| C                  | 6  | Billy Watson      |
| A                  | 7  | George Richardson |
| A                  | 8  | Frank Mann        |
| A                  | 9  | Ernie Islip       |
| A                  | 10 | Clem Stephenson   |
| A                  | 11 | Billy Smith       |
| Allenatore:        |    |                   |
| Herbert Chapman    |    |                   |

| Liverpool:     |    |                   |
|                |    |                   |
| P              | 1  | Elisha Scott      |
| D              | 2  | Ephraim Longworth |
| D              | 3  | Donald McKinlay   |
| C              | 4  | Jock McNab        |
| C              | 5  | Walter Wadsworth  |
| C              | 6  | Tom Bromilow      |
| A              | 7  | Bill Lacey        |
| A              | 8  | Dick Forshaw      |
| A              | 9  | Harry Chambers    |
| A              | 10 | Harry Beadles     |
| A              | 11 | Fred Hopkin       |
| Allenatore:    |    |                   |
| David Ashworth |    |                   |